# Hell Fire Austin
Hell Fire Austin (Brasil: Corisco do Inferno ) é um filme de faroeste, ação e aventura produzido nos Estados Unidos, dirigido por Forrest Sheldon e lançado em 1932.